# ГЕС Мацубара
ГЕС Мацубара (松原発電所) – гідроелектростанція в Японії на острові Кюсю. Знаходячись між ГЕС Шімоуке (15 МВт, вище по течії) та ГЕС Янагімата, входить до складу каскаду на річці Ояма, лівому витоку Тікуго, яка на західному узбережжі острова впадає до моря Аріяке (Ariake-kai, затока Східнокитайського моря). 
В межах проекту річку перекрили бетонною гравітаційною греблею висотою 83 метра та довжиною 192 метра, яка потребувала 294 тис м3 матеріалу. Вона утримує водосховище з площею поверхні 1,9 км2 та об’ємом 54,6 млн м3 (корисний об’єм 47,1 млн м3).
Розташований неподалік від греблі машинний зал обладнали однією турбіною типу Деріяз потужністю 50,6 МВт, яка використовує напір у 84 метра.